# Czachory
Czachory (dawniej Czachóry) – osada sołecka w Polsce położona w województwie wielkopolskim, w powiecie ostrowskim, w gminie Nowe Skalmierzyce, w Kaliskiem, ok. 4 km od Nowych Skalmierzyc.

## Podział administracyjny
Miejscowość przynależała przed 1887 do powiatu odolanowskiego. W latach 1975–1998 do województwa kaliskiego, a w latach 1887–1975 i od 1999 do powiatu ostrowskiego.

## Historia
Znane od roku 1403 jako własność rycerska. 
W XIX wieku Czachory leżały przy granicy Królestwa Polskiego, gdzie istniało dominium – własność rodziny Karsznickich z 7 domami i 152 mieszkańcami.

## Zabytki
- park z XIX wieku, o powierzchni 6 ha z drzewami – pomnikami przyrody[7][8].